# Ursula Şchiopu
Ursula Mariana Şchiopu (30 de julho de 1918 - 4 de março de 2015) foi uma psicóloga romena que contribuiu para o desenvolvimento da psicologia do paz, guerra e o terrorismo.

## Obras
- Psihologia copilului, vol. I și II, Editura Didactică și Pedagogică;
- Psihologia copilului, E.D.P., 1963;
- Psihologia copilului, E.D.P., 1976, ediția a II-a;
- Introducere în psihodiagnostic, T.U.B.;
- Orientare școlară și profesională, T.U.B., 1971;
- Psihologia vârstelor, E.D.P., (avec Emil Verza);
- Dezvoltarea operativității gândirii, Editura Științifică, 1966, préface de acad. Gh. Mihoc;
- Criza de originalitate la adolescenți, E.D.P., 1970;
- Probleme psihologice ale jocului și distracțiilor, E.D.P., 1970;
- Dicționar enciclopedic de psihologie, T.U.B., 1969, trois volumes;
- Adolescență, personalitate, limbaj, Ed. Albatros, 1989, com Emil Verza;
- Psihologia vârstelor, E.D.P., 1997,  com Emil Verza;
- Psihologia generală a copilului, E.D.P., 1982 ediția I și 1985 – ediția a II-a, com V. Pisloi;
- Dicționar enciclopedic de psihologie, coordonateur, București, Ed. Babel, 1997;
- Psihologia artelor, E.D.P., 1999;
- Psihologia diferențială (2 vol.), România Press, 2006;
- Istoria psihologiei, Ed Academiei Române, 2007.

Posia
- Drum prin zodii, 1939;
- Cer troglodit,1943;
- Poeme, 1967;
- Reîntoarcerile, 1973;
- Peisaj interior, 1970;
- Pendul cosmic,1984;
- Mărturisiri de noapte,1980;
- La marginea timpului care își caută umbra,2004;
- Antologia poeziei canadiene franceze,1976, com Al. Andrițoiu.